# C'est déjà Noël
C'est déjà Noël est une émission de télévision française présentée par Jean-Luc Reichmann, diffusée quotidiennement du lundi au vendredi du 3 au 28 décembre 2018 sur TF1.

## Principe
Deux binômes de candidats doivent répondre aux questions pour faire avancer leur traîneau jusqu' au sapin mesurant 10 m de hauteur. Le duo qui se trouve en finale et qui a réussi à répondre aux sept questions sur des thèmes présélectionnés gagnera 100 000 €,.

## Règles du jeu

### Manche 1: La piste de Noël
Deux traineaux sont au départ au début de la piste de Noël. Deux binômes, montés sur les traineaux, doivent parcourir la piste jusqu'à la vingtième case. Il y a 2 tours, pour cela, le 1er binôme choisit un thème et répond à 3 questions, comme ensuite pour le 2e. Pour le 2e tour, le binôme choisit le thème pour l'autre binôme et vice versa. Toujours 3 questions posées. Si la réponse est exacte, leur traineau avance d'une case. Si la réponse est fausse, leur traineau stagne. 3 bonnes réponses consécutives, le duo remporte un cadeau.

### Manche 2: Le Face à Face
C'est la course, les candidats doivent buzzer et répondre correctement pour atteindre la 20e case ! Il reste 2 thème sur les 6. Le binôme le plus avancé choisit le thème.
On joue 3 questions avec le 1er thème, 1 bonne réponse, le traîneau avance de 4 cases, une mauvaise, le traîneau recule d'une case.
On joue 3 questions avec le dernier thème, 1 bonne réponse, le traîneau avance de 5 cases, une mauvaise, le traîneau recule de 2 cases.

### La Case Waouh
Le premier traîneau à atteindre la case du jour remporte le cadeau du jour.

### La Finale: Le sapin de Noël
Les finalistes doivent répondre à sept questions selon les thèmes et années qu'ils auront choisi et associés afin de s'approcher des 100 000 €
| Nombre de points | Prix gagnant | Partagé                              |
| ---------------- | ------------ | ------------------------------------ |
| 1                | 1 000 €      | 500 €                                |
| 2                | 5 000 €      | 2 500 €                              |
| 3                | 10 000 €     | 5 000 €                              |
| 4                | 25 000 €     | 12 500 €                             |
| 5                | 50 000 €     | 25 000 €                             |
| 6                | 100 000 €    | La somme leur revient intégralement. |

Le duo aura sept thèmes et sept années auquel ils peuvent choisir dans le désordre. À chaque bonne réponse, le duo remporte la somme ainsi qu'une boule à choisir dans le sapin renfermant un cadeau qu'il remportera ainsi que le téléspectateur.
| Thèmes     | Années |
| ---------- | ------ |
| Sport      | 1972   |
| Évènement  | 1981   |
| Cinéma     | 1993   |
| Télévision | 2001   |
| People     | 2007   |
| Musique    | 2015   |
| Surprise   | 2017   |

Note : Dans ce tableau, les thèmes et les années sélectionnés ne sont pas ensemble. Ils peuvent être choisis de façon aléatoire.

## Gains des Candidats
Du 3 au 28 décembre 2018, les 20 binômes de candidats ont totalisé 205 000 € pour des téléspectateurs.

## Diffusion
- L'émission est diffusée depuis le 3 décembre 2018 à 18 h 15, après l'émission Mon Plus Beau Noël et avant le feuilleton Demain nous appartient.

## Audiences
Le premier numéro de l'émission a attiré 2,31 millions de téléspectateurs avec 14,5 % en PDA, selon Médiamétrie.
Le record d’audience de cette saison date du 18 décembre 2018, il s'établit à 2 340 000 téléspectateurs avec 17 % de part de marché.
Le record de part de marché du programme date du 18 décembre 2018, il s'établit à 15,3 %, soit 2 340 000 téléspectateurs.
| Liste des audiences de C'est déjà Noël | Liste des audiences de C'est déjà Noël | Liste des audiences de C'est déjà Noël | Liste des audiences de C'est déjà Noël | Liste des audiences de C'est déjà Noël |
| Émission                               | Date de diffusion                      | Téléspectateurs                        | PDA                                    | Références                             |
| -------------------------------------- | -------------------------------------- | -------------------------------------- | -------------------------------------- | -------------------------------------- |
| 1                                      | 3 décembre 2018                        | 2 310 000                              | 14,5 %                                 | [ 3 ]                                  |
| 2                                      | 4 décembre 2018                        | 2 140 000                              | 14,0 %                                 | [ 4 ]                                  |
| 3                                      | 5 décembre 2018                        | 2 230 000                              | 14,6 %                                 | [ 4 ]                                  |
| 4                                      | 6 décembre 2018                        | 2 060 000                              | 13,5 %                                 | [ 4 ]                                  |
| 5                                      | 7 décembre 2018                        | 2 200 000                              | 15,0 %                                 | [ 4 ]                                  |
| Moyenne                                | Moyenne                                | 2 188 000                              | 14,3 %                                 | [ 5 ]                                  |
| 6                                      | 10 décembre 2018                       | 2 230 000                              | 13,6 %                                 | [ 4 ]                                  |
| 7                                      | 11 décembre 2018                       | 2 200 000                              | 14,0 %                                 | [ 4 ]                                  |
| 8                                      | 12 décembre 2018                       | 2 300 000                              | 14,0 %                                 | [ 4 ]                                  |
| 9                                      | 13 décembre 2018                       | 2 100 000                              | 13,6 %                                 | [ 4 ]                                  |
| 10                                     | 14 décembre 2018                       | -                                      | -                                      | -                                      |
| Moyenne                                | Moyenne                                | -                                      | -                                      | -                                      |
| 11                                     | 17 décembre 2018                       | 2 100 000                              | 13,5 %                                 | [ 4 ]                                  |
| 12                                     | 18 décembre 2018                       | 2 340 000                              | 15,3 %                                 | [ 4 ]                                  |
| 13                                     | 19 décembre 2018                       | -                                      | -                                      | -                                      |
| 14                                     | 20 décembre 2018                       | -                                      | -                                      | -                                      |
| 15                                     | 21 décembre 2018                       | -                                      | -                                      | -                                      |
| Moyenne                                | Moyenne                                | -                                      | -                                      | -                                      |
| 16                                     | 24 décembre 2018                       | -                                      | -                                      | -                                      |
| 17                                     | 25 décembre 2018                       | 2 200 000                              | 17,0 %                                 | [ 4 ]                                  |
| 18                                     | 26 décembre 2018                       | 2 400 000                              | 16,0 %                                 | [ 4 ]                                  |
| 19                                     | 27 décembre 2018                       | 2 550 000                              | 16,1 %                                 | [ 4 ]                                  |
| 20                                     | 28 décembre 2018                       | 2 500 000                              | 15,0 %                                 | [ 4 ]                                  |
| Moyenne                                | Moyenne                                | -                                      | -                                      | -                                      |

- Meilleure audience de la semaine
- Meilleure PDA de la semaine